# Fight for Your Life
Fight For Your Life è il primo full-length degli Odin, uscito nel 1988 per l'Etichetta discografica Victor Records.

## Tracce
1. 12 O'Clock High (Mack, Margoloff) 3:06
2. Love Action (Mack, Margoloff) 2:27
3. She Was the One (Mack, Margoloff) 4:15
4. I Get What I Want (Odin) 2:27
5. Serenade to the Court (Odin) 1:16
6. Modern Day King (Odin) 4:33
7. Stranger Tonight (Odin) 3:48
8. Time and Time Again (Odin) 2:43
9. I'm Gonna Get You (Mack, Margoloff) 3:16
10. Push (Mack, Margoloff) 2:29
11. Fight for You Life (Mack, Margoloff) 5:54

## Formazione
- Randy "O" - voce
- Jeff Duncan - chitarra
- Aaron Samson - basso
- Shawn Duncan - batteria